# Акниет (Куркелесский аульный округ)
Акниет (каз. Ақниет, до 2008 г. — Ильич) — аул в Сарыагашском районе Туркестанской области Казахстана. Административный центр Куркелесского аульного округа. Находится примерно в 2 км к юго-западу от районного центра, города Сарыагаш. Код КАТО — 515465100.

## Население
В 1999 году население аула составляло 1773 человека (866 мужчин и 907 женщин). По данным переписи 2009 года, в ауле проживали 2894 человека (1430 мужчин и 1464 женщины).